# Thống đốc các bang Ấn Độ
Thống đốc và Phó Thống đốc (Tỉnh trưởng) của tiểu bang và lãnh thổ liên bang Ấn Độ có quyền hạn và chức năng ở cấp tiểu bang tương tự Tổng thống Ấn Độ ở cấp liên bang. Thống đốc tồn tại ở các tiểu bang, trong khi Phó Thống đốc tồn tại tại các vùng lãnh thổ liên bang và thủ đô Delhi. Thống đốc đóng vai trò người đứng đầu trên danh nghĩa cấp tiểu bang, trên thực tế quyền lực do Thủ hiến và Thủ hiến Hội đồng Bộ trưởng cấp tiểu bang.
Tại Ấn Độ Phó Thống đốc đứng đầu lãnh thổ liên bang. Chức vụ chỉ xuất hiện tại các lãnh thổ liên bang Quần đảo Andaman và Nicobar, Delhi và Puducherry (các vùng khác do hành pháp bổ nhiệm là thành viên của IAS), tuy nhiên thống đốc bang Punjab kiêm nhiệm quản trị Chandigarh. Phó Thống đốc giữ chức vụ tương đương thống đốc trong các tiểu bang.
Thống đốc và Phó thống đốc được Tổng thống bổ nhiệm với nhiệm kỳ 5 năm.

## Bổ nhiệm

### Chuyên môn
Điều 157 và 158 Hiến pháp Ấn Độ quy định điều kiện trở thành thống đốc:
Một thống đốc phải:
- Là công dân Ấn Độ;
- Ít nhất 35 tuổi;
- Không phải là thành viên của Quốc hội Ấn Độ hay cơ quan lập pháp tiểu bang;
- Không nắm giữ chức vụ của cơ quan có lợi nhuận.

## Quyền hạn và chức năng
Các thống đốc có nhiều quyền hạn khác nhau:
- Quyền hành pháp: liên quan tới hành chính, bổ nhiệm và miễn nhiệm.
- Quyền lập pháp: liên quan tới xây dựng pháp luật và cơ quan lập pháp của bang, là Vidhan Sabha hoặc Vidhan Parishad.
- Quyền tùy ý: thực hiện theo quyền hạn của thống đốc.

### Quyền hành pháp
Hiến pháp quy định Thống đốc bang có quyền điều hành chính quyền bang. Thống đốc bổ nhiệm Thủ hiến bang, người được ủng hộ đa số tại Nghị viện lập pháp. Thống đốc cũng bổ nhiệm thành viên của Hội đồng bộ trưởng tiểu bang và phân phối chức vụ theo đề nghị của Thủ hiến.
Hội đồng bộ trưởng nằm quyền lực theo "ý muốn" của Thống đốc, nhưng theo ý nghĩa thực sự là theo ý muốn của Nghị viện lập pháp. Khi nào Nghị viện lập pháp còn hỗ trợ chính quyền thì Hội đồng bộ trưởng không thể bị giải tán.
Thống độc bổ nhiệm Thủ hiến bang, đồng thời cũng bổ nhiệm Tổng chưởng lý và Chủ tịch, thành viên Ủy ban dịch vụ công cộng bang. Tổng thống thảo luận với thống đốc việc bổ nhiệm Thẩm phán Tòa án cao cấp và Thống đốc bổ nhiệm Thẩm phán Tòa án cấp Quận. Tất cả chính quyền cấp dưới bang đều được thống đốc bổ nhiệm.

### Quyền lập pháp
Thống đốc có quyền triệu tập cơ quan lập pháp tiểu bang hoặc tạm ngừng nó. Thống đốc thậm chí có quyền giải tán Vidhan Sabha. Quyền này là chính thức và được thực hiện theo lời khuyên của Hội đồng bộ trưởng và đứng đầu là Thủ hiến.
Thống đốc mở đầu cơ quan lập pháp tiểu bang bằng cách diễn thuyết sau cuộc bầu cử hội đồng và đầu phiên khai mạc mỗi năm. Diễn văn của Thống đốc thường về chính sách mới của tiểu bang. Một dự luật của cơ quan lập pháp tiểu bang được thông qua và để trở thành chính thức thì cần phải được Thống đốc ký. Thống đốc có thể gửi lại dự thảo luật cho cơ quan lập pháp tiểu bang, trừ dự thảo ngân sách, đều được xem xét lại. Nếu như cơ quan lập pháp gửi cho Thống đốc lần thứ 2 thì Thống đốc buộc phải đồng ý. Thống đốc có quyền bảo lưu dự thảo cho Tổng thống.
Khi cơ quan lập pháp không họp, nếu thấy cần thiết về đạo luật Thống đốc có thể ban hành pháp lệnh. Pháp lệnh sẽ được gửi tới cơ quan lập pháp tiểu bang ngay sau khi nhóm họp. Pháp lệnh có hiệu lực không quá 6 tuần khi cơ quan lập pháp nhóm họp, trừ khi đã được thông qua trước đó.

### Quyền hạn tài chính
Dự thảo ngân sách được gửi Nghị viện lập pháp tiểu bang do sự khuyến nghị của thống đốc. Trước đó Thống đốc gửi báo cáo tài chính hàng năm đó là ngân sách tiểu bang. Nếu không có nhu cầu cấp thêm thì sẽ áp dụng theo khuyến nghị trước đó. Thống đốc cũng được dự tính 1 khoản dự phòng tiểu bang để đáp ứng vào khoản chi không lường trước. Thống đốc có thể thành lập Ủy ban tài chính tiểu bang, trong đó tại Nghị viện lập pháp ông được đề cử 1 người.

### Quyền hạn tùy ý
Thống đốc có quyền hạn đặc biệt:
- Nếu không có đảng đa số sau cuộc bầu cử, Thống đốc có thể lựa chọn Thủ hiến theo ý muốn của mình.
- Trong trường hợp khẩn cấp, thống đốc có thể gạt lời khuyên của Hội đồng bộ trưởng. Vào thời điểm ấy, thống đốc trở thành đại diện của Tổng thống và có quyền lực thực sự tại tiểu bang.
- Thống đốc có quyền thu hồi dự thảo thông qua và gửi tổng thống phê chuẩn.

## Đãi ngộ
| Ngày lập | Mức lương (mỗi tháng) |
| -------- | --------------------- |
| 1/1/2006 | ₹110000 (US$ 1700)    |
| Source:  |                       |

Lương, phụ cấp và các đặc quyền dành cho thống đốc được quy định bởi Luật Thống đốc (lương, phụ cấp, đặc quyền) năm 1982.
Ngoài mức lương hàng tháng, thống đốc được miễn tiền thuê nơi ở chính thức, thiết bị gia đình và đi lại. Thống đốc và gia đình được chăm sóc y tế miễn phí, chỗ ăn ở và điều trị cho cuộc sống.

## Bãi nhiệm
Nhiệm kỳ của thống đốc là 5 năm và có thể kết thúc sớm hơn:
- Tổng thống có thể bãi nhiệm theo lời khuyên của Thủ tướng liên bang, và theo ý muốn mà thống đốc được tại nhiệm.
- Thống đốc tự từ chức.

Không có quy định về luận tội, khi nó xảy ra cho Tổng thống.

## Quan hệ với Chính phủ liên bang
Tổng thống được bầu cử, và Thống đốc thì được bổ nhiệm theo sự lựa chọn của chính phủ liên bang. Đó là lý do trong nhiều trường hợp thống đốc được chính phủ cũ bổ nhiệm và bị bãi nhiệm bởi chính phủ mới vì những lý do chính trị.

## Danh sách Thống đốc các bang
| Tiểu bang (Thống đốc trước)   | Tên                       | Chân dung   | Bổ nhiệm (thời gian)                    | Tham khảo |
| ----------------------------- | ------------------------- | ----------- | --------------------------------------- | --------- |
| Andhra Pradesh (danh sách)    | E. S. L. Narasimhan       | xxxx100px]] | 28 tháng 12 năm 2009 (15 năm, 84 ngày)  | [ 2 ]     |
| Arunachal Pradesh (danh sách) | Nirbhay Sharma            | –           | 29 tháng 5 năm 2013 (11 năm, 297 ngày)  | [ 3 ]     |
| Assam (danh sách)             | Padmanabha Acharya        | –           | 12 tháng 12 năm 2014 (10 năm, 100 ngày) | [ 4 ]     |
| Bihar (danh sách)             | Keshari Nath Tripathi     |             | 27 tháng 11 năm 2014 (10 năm, 115 ngày) | [ 5 ]     |
| Chhattisgarh (danh sách)      | Balram Das Tandon         | xxxx100px]] | 25 tháng 7 năm 2014 (10 năm, 240 ngày)  | [ 6 ]     |
| Goa (danh sách)               | Mridula Sinha             | xxxx100px]] | 31 tháng 8 năm 2014 (10 năm, 203 ngày)  | [ 7 ]     |
| Gujarat (danh sách)           | Om Prakash Kohli          | xxxx100px]] | 16 tháng 7 năm 2014 (10 năm, 249 ngày)  | [ 8 ]     |
| Haryana (danh sách)           | Kaptan Singh Solanki      | xxxx86px]]  | 27 tháng 7 năm 2014 (10 năm, 238 ngày)  | [ 9 ]     |
| Himachal Pradesh (danh sách)  | Kalyan Singh              | xxxx100px]] | 28 tháng 1 năm 2015 (10 năm, 53 ngày)   | [ 10 ]    |
| Jammu và Kashmir (danh sách)  | Narinder Nath Vohra       |             | 25 tháng 6 năm 2008 (16 năm, 270 ngày)  | [ 11 ]    |
| Jharkhand (danh sách)         | Syed Ahmed                | –           | 4 tháng 9 năm 2011 (13 năm, 199 ngày)   | [ 12 ]    |
| Karnataka (danh sách)         | Vajubhai Vala             |             | 1 tháng 9 năm 2014 (10 năm, 202 ngày)   | [ 13 ]    |
| Kerala (danh sách)            | P. Sathasivam             |             | 5 tháng 9 năm 2014 (10 năm, 198 ngày)   | [ 14 ]    |
| Madhya Pradesh (danh sách)    | Ram Naresh Yadav          | –           | 8 tháng 9 năm 2011 (13 năm, 195 ngày)   | [ 15 ]    |
| Maharashtra (danh sách)       | C. Vidyasagar Rao         | –           | 30 tháng 8 năm 2014 (10 năm, 204 ngày)  | [ 16 ]    |
| Manipur (danh sách)           | Krishan Kant Paul         | –           | 15 tháng 9 năm 2014 (10 năm, 188 ngày)  | [ 17 ]    |
| Meghalaya (danh sách)         | Keshari Nath Tripathi     |             | 6 tháng 1 năm 2015 (10 năm, 75 ngày)    | [ 18 ]    |
| Mizoram (danh sách)           | Keshari Nath Tripathi     |             | 4 tháng 4 năm 2015 (9 năm, 352 ngày)    | [ 19 ]    |
| Nagaland (danh sách)          | Padmanabha Acharya        | –           | 19 tháng 7 năm 2014 (10 năm, 246 ngày)  | [ 20 ]    |
| Odisha (danh sách)            | S. C. Jamir               | –           | 21 tháng 3 năm 2013 (12 năm, 1 ngày)    | [ 21 ]    |
| Punjab (danh sách)            | Kaptan Singh Solanki      | xxxx86px]]  | 22 tháng 1 năm 2015 (10 năm, 59 ngày)   | [ 22 ]    |
| Rajasthan (danh sách)         | Kalyan Singh              | xxxx100px]] | 4 tháng 9 năm 2014 (10 năm, 199 ngày)   | [ 23 ]    |
| Sikkim (danh sách)            | Shriniwas Dadasaheb Patil |             | 20 tháng 7 năm 2013 (11 năm, 245 ngày)  | [ 24 ]    |
| Tamil Nadu (danh sách)        | K. Rosaiah                |             | 31 tháng 8 năm 2011 (13 năm, 203 ngày)  | [ 25 ]    |
| Telangana (danh sách)         | E. S. L. Narasimhan       | xxxx100px]] | 2 tháng 6 năm 2014 (10 năm, 293 ngày)   | [ 26 ]    |
| Tripura (danh sách)           | Padmanabha Acharya        | –           | 19 tháng 7 năm 2014 (10 năm, 246 ngày)  | [ 27 ]    |
| Uttar Pradesh (danh sách)     | Ram Naik                  | xxxx100px]] | 22 tháng 7 năm 2014 (10 năm, 243 ngày)  | [ 28 ]    |
| Uttarakhand (danh sách)       | Krishan Kant Paul         | –           | 8 tháng 1 năm 2015 (10 năm, 73 ngày)    | [ 29 ]    |
| Tây Bengal (danh sách)        | Keshari Nath Tripathi     |             | 24 tháng 7 năm 2014 (10 năm, 241 ngày)  | [ 30 ]    |

## Danh sách Phó Thống đốc và quản trị Lãnh thổ liên bang
| Văn phòng và lãnh thổ liên bang (viên chức trước)         | Tên                  | Bổ nhiệm (Thời gian)                   | Tham khảo |
| --------------------------------------------------------- | -------------------- | -------------------------------------- | --------- |
| Phó Thống đốc của Quần đảo Andaman và Nicobar (danh sách) | A. K. Singh          | 8 tháng 7 năm 2013 (11 năm, 257 ngày)  | [ 31 ]    |
| Quản trị của Chandigarh (danh sách)                       | Kaptan Singh Solanki | 22 tháng 1 năm 2015 (10 năm, 59 ngày)  | [ 22 ]    |
| Quản trị của Dadra và Nagar Haveli (danh sách)            | Ashish Kundra        | 18 tháng 8 năm 2014 (10 năm, 216 ngày) | [ 32 ]    |
| Quản trị của Daman và Diu (danh sách)                     | Ashish Kundra        | 18 tháng 8 năm 2014 (10 năm, 216 ngày) | [ 32 ]    |
| Phó Thống đốc của Delhi (danh sách)                       | Najeeb Jung          | 9 tháng 7 năm 2013 (11 năm, 256 ngày)  | [ 33 ]    |
| Quản trị của Lakshadweep (danh sách)                      | H. Rajesh Prasad     | 7 tháng 11 năm 2012 (12 năm, 135 ngày) | [ 34 ]    |
| Phó Thống đốc của Puducherry (danh sách)                  | A. K. Singh          | 18 tháng 7 năm 2014 (10 năm, 247 ngày) | [ 35 ]    |